# Wilt Chamberlain
Wilt Chamberlain (Philadelphia, 21 augustus 1936 – Los Angeles, 12 oktober 1999) was een Amerikaans basketballer die faam maakte in de National Basketball Association (NBA) profliga in de Verenigde Staten. Zijn bijnamen waren onder meer Wilt the Stilt en The Big Dipper.

## Carrière
Chamberlain begon zijn carrière bij de Overbrook Highschool in Philadelphia in de staat Pennsylvania en speelde vervolgens op collegeniveau bij de University of Kansas.
Na een korte periode bij de Harlem Globetrotters ging hij in 1959 spelen in de NBA voor de Philadelphia Warriors waar hij in zijn eerste jaar topscorer van de NBA werd met 37,6 punten per wedstrijd. Hij werd ook meteen uitgeroepen tot MVP oftewel waardevolste speler, de eerste keer dat iemand die prijs kreeg in het eerste jaar in de competitie. Chamberlain (2,16 meter) was eigenlijk te goed voor zijn tijd. De NBA paste zelfs de spelregels aan om zo de grote invloed van Chamberlain op het spel te beperken. De driesecondenregel werd ingevoerd, waarbij spelers zich voortaan niet langer dan drie seconden mochten ophouden in de bucket of raket, de afgelijnde ruimte tussen de vrijeworplijn en de basket. Ook werd de goaltending-regel geïntroduceerd; het werd verboden om geschoten ballen die zich - in een dalende lijn - boven de ring bevinden, weg te slaan.
Op 2 maart 1962, in een wedstrijd die de Warriors met 169-147 wonnen van de New York Knicks, behaalde Chamberlain het record van 100 punten in één wedstrijd, een feit dat des te opmerkelijker is omdat er toentertijd nog geen driepuntslijn bestond in de NBA.
Na een jaar in San Francisco te hebben gespeeld keerde hij terug naar Philadelphia waar hij voor het nieuwe team de Philadelphia 76ers ging spelen. In 1966/67 behaalde hij met de 76ers de nationale titel door het destijds onverslaanbaar geachte Boston Celtics van o.a. Bill Russell, Sam Jones, K.C. Jones, Satch Sanders, John Havlicek, Larry Siegfried en Don Nelson af te troeven.

### Los Angeles Lakers
In 1968/69 kwam Chamberlain voor de Los Angeles Lakers te spelen, waar hij in het eerste jaar voor dat team nipt de NBA-finale verloor (van Boston). Samen met Elgin Baylor en Jerry West vormde Chamberlain een legendarisch trio voor de Lakers.
In 1971/72 behaalde Chamberlain met de Lakers een record van 69 overwinningen in één seizoen, waarvan 33 overwinningen op rij. Dat was op dat moment een record voor alle profsporten in de VS. In dat jaar won hij voor de tweede keer de NBA-titel.
In totaal scoorde Chamberlain in zijn carrière in de NBA 31.419 punten, 30,06 per wedstrijd gemiddeld. Dat gemiddelde is het hoogste in NBA-geschiedenis na dat van Michael Jordan, die 30,12 punten gemiddeld per wedstrijd scoorde. Hij speelde een record van 32 wedstrijden waarin hij 60 punten of meer scoorde, meer dan alle andere spelers in de geschiedenis van de NBA. Hij is tevens de enige speler die een zogenaamde double-triple-double scoorde, toen hij in 1968 in een wedstrijd 22 punten, 25 rebounds en 21 assists maakte.
In 1978 werd Wilt Chamberlain gekozen in de Basketball Hall of Fame. Hij overleed plotseling op 63-jarige leeftijd, op 12 oktober 1999, in zijn slaap.
Chamberlain schreef 2 boeken.
- Wilt: Just Like Any Other 7-Foot Black Millionaire Who Lives Next Door (1973, autobiografie, met David Shaw)
- A View From Above (1991, 2e autobiografie)

Mede door dit boek slaagde Chamberlain erin zijn eigen imago en "onsterfelijkheid" te verkwanselen. Er laaide een storm van kritiek op, Chamberlain vermeldde immers dat hij sinds zijn vijftiende het bed had gedeeld met 20.000 vrouwen, wat neerkomt op meer dan 1 per dag. Dit viel in slechte aarde in het puriteinse Amerika, maar ook bij een Afro-Amerikaanse kunstenaar als Faith Ringgold, die naar aanleiding daarvan een 2,20 m grote portretpop van hem maakte, samen met een blanke vrouwenfiguur en een gekleurde dochter, die beiden fictief waren. 
Chamberlain speelde eenmaal een rol in een film, als Bombaata in Conan the Destroyer uit 1984.

## Privé
Chamberlain overleed in 1999 in zijn woning in Bel Air.